# Wilkau-Haßlau
Wilkau-Haßlau là một thị xã thuộc huyện Zwickau, bang Sachsen, nước Đức. Đô thị này nằm bên sông Zwickauer Mulde, khoảng 6 km về phía nam Zwickau.